# Línea 24 (Paraná)
Línea 24 es una línea de transporte urbano de pasajeros de la ciudad de Paraná, Argentina. Esta línea pertenece al Grupo Metropolitano y es operada por Buses Paraná U.T.E. (ERSA Urbano/Transporte Mariano Moreno). Dejó de operar en marzo de 2020 debido a la Pandemia de COVID-19, retomando sus servicios un año después, en marzo de 2021.

## Recorrido

### Ramal Único:Villa Fontana-Tezanos Pinto-Oro Verde-Casa de Gobierno
Ida: Desde Villa Fontana, Ruta Provincial 131, Tezanos Pinto, Ruta Provincial 131, Av. Los Cisnes (Oro Verde), Av. Pedro Zanni, Av. Almafuerte, Gualeguaychú, Bavio, Italia, Santa Fe, Laprida hasta Córdoba (Paraná).
Vuelta: Desde Laprida y Córdoba, Córdoba, Libertad, España, 25 de Mayo, Av. Pascual Echagüe, Av. José L. Churruarín, 3 de Febrero, Av. Almafuerte, Av. Pedro Zanni (Paraná), Av. Los Cisnes (Oro Verde), Ruta Provincial 131, Tezanos Pinto, Ruta Provincial 131 hasta Villa Fontana.
- Longitud: 47,9km

### Flota
A agosto de 2024, cuenta con tan solo una unidad cubriendo este recorrido.
- Interno 5255: Carrocería Nuovobus, Chasis/Motor Mercedes-Benz O500U (Piso Semibajo).

## Puntos de Interés dentro del recorrido
- Villa Fontana
- Tezanos Pinto
- Oro Verde
  - Av. Los Cisnes y Av. Los Eucaliptos
  - Barrio El Triangular
- Paraná
  - Barrio Capibá
  - Parque José Gazzano
  - C.R.R. "Dr. Arturo Oñativia"
  - Av. Almafuerte y Av. Pedro Zanni
  - U.T.N. Paraná
  - 5 Esquinas
  - Hospital San Martín
  - Casa de Gobierno
  - Plaza 1.º de Mayo
  - Plaza Pellegrini
- Terminal de Ómnibus (a 200 m)

## Paradas
Horarios actualizados a febrero de 2024, Paradas actualizadas a enero de 2025
IDA:
- 01 - Ruta Provincial 131 - Localidad de VILLA FONTANA
- 02 - Ruta Provincial 131 - Localidad de TEZANOS PINTO
- 03 - Avda. Los Cisnes y Avda. Los Eucaliptos (ingreso a ORO VERDE)
- 04 - Avda. Los Cisnes y Los Gomeros
- 05 - Avda. Los Cisnes y Los Cedros
- 06 - Avda. Los Cisnes y Las Petunias
- 07 - Avda. Los Cisnes y Las Rosas (salida de ORO VERDE)
- 08 - Avda. Zanni y Lisandro de la Torre (ingreso a PARANÁ)
- 09 - Avda. Zanni y Calle 924
- 10 - Avda. Zanni y Ricardo Balbín
- 11 - Avda. Zanni y Manuel Vercelli
- 12 - Avda. Zanni y Reforma Universitaria de 1918
- 13 - Avda. Zanni y Menecler de López
- 14 - Avda. Zanni y Avda. Newbery (Estadio Club Argentino Juniors)
- 15 - Avda. Zanni y Facundo Arce
- 16 - Avda. Zanni y Pastor Enrique Marconi
- 17 - Avda. Zanni entre Carlos María Onetti y Miguel David
- 18 - Avda. Zanni y Leopoldo Herrera  (Parque Gazzano)
- 19 - Avda. Zanni y Gdor. Tibiletti
- 20 - Avda. Zanni y Dr. Fco. Medus
- 21 - Avda. Zanni y Hernandarias
- 22 - Avda. Zanni al 1100, entre Hernandarias y Santos Domínguez
- 23 - Avda. Zanni y Santos Domínguez
- 24 - Avda. Almafuerte y Cnel. Brandsen
- 25 - Avda. Almafuerte entre Osvaldo Magnasco y Río Negro
- 26 - Avda. Almafuerte y Las Tunas (Planta COTAPA)
- 27 - Avda. Almafuerte al 1000, entre Delfín Huergo y Campamento del Cala (Sede U.T.N. - Facultad Regional Paraná)
- 28 - Avda. Almafuerte y Gervasio Méndez (Dirección Nacional de Vialidad - 17° Distrito E.R.)
- 29 - Avda. Almafuerte y Ruperto Godoy
- 30 - Avda. Almafuerte y Nicanor Molina
- 31 - Avda. Almafuerte al 370, pasando 3 de Febrero
- 32 - Avda. Almafuerte y Esteban Rams
- 33 - Avda. Almafuerte antes de cruce con Cinco Esquinas
- 34 - Gualeguaychú entre Pte. Juan D. Perón y Cura Álvarez (Hospital General San Martín - 50 mts.)
- 35 - Gualeguaychú entre Hipólito Yrigoyen y Pascual Palma
- 36 - Gualeguaychú entre Gral. Belgrano y Pte. Arturo Illia
- 37 - Ernesto Bavio entre Chile y Peatonal Gral. San Martín
- 38 - Italia y España
- 39 - Santa Fe y 25 de Junio
- 40 - Santa Fe entre N. Laprida y Cervantes (Ministerio Público Fiscal)
- 41 - N. Laprida y Córdoba - Casa de Gobierno / Tribunales

VUELTA:
- 01 - N. Laprida y Córdoba (Casa de Gobierno / Tribunales)
- 02 - Córdoba y Cervantes
- 03 - Libertad entre 25 de Junio y Gral. Urquiza
- 04 - España entre Italia y Carlos Pellegrini
- 05 - 25 de Mayo entre 9 de Julio y Gral. Belgrano (Plaza 1° de Mayo - 200mts.)
- 06 - Avda. Echagüe e Hipólito Yrigoyen
- 07 - Avda. Echagüe entre Pascual Palma y Pte. Juan D. Perón
- 08 - Avda. Echagüe entre Cura Álvarez y Antártida Argentina (Plaza Pellegrini - 150mts. Terminal de Ómnibus)
- 09 - Avda. Churruarín entre Avda. Francisco Ramírez y Fray Esquiú
- 10 - Avda. Churruarín y Dr. Francisco Soler
- 11 - Avda. Churruarín pasando Esteban Rams
- 12 - Avda. Almafuerte entre Nicanor Molina y Juan del Campillo
- 13 - Avda. Almafuerte y Susana Acevedo
- 14 - Avda. Almafuerte pasando Las Lechiguanas (Dirección Nacional de Vialidad - 17° Distrito E.R.)
- 15 - Avda. Almafuerte al 1000, entre Delfín Huergo y Lorenzo Jordana (Sede U.T.N. - Facultad Regional Paraná)
- 16 - Avda. Almafuerte y Miguel Scatini (Planta COTAPA)
- 17 - Avda. Almafuerte y Fray Mocho
- 18 - Avda. Almafuerte y Cnel. Brandsen
- 19 - Avda. Zanni pasando Santos Domínguez
- 20 - Avda. Zanni al 1100, entre Hernandarias y Santos Domínguez
- 21 - Avda. Zanni y Gdor. Basavilbaso
- 22 - Avda. Zanni y Dr. Fco. Medus
- 23 - Avda. Zanni y Gdor. Prócoro Crespo (Centro de Salud "Dr. Oñativia" - ex Corrales)
- 24 - Avda. Zanni y Gdor. Tibiletti
- 25 - Avda. Zanni y Leopoldo Herrera  (Parque Gazzano)
- 26 - Avda. Zanni y Miguel David
- 27 - Avda. Zanni y Villa Seguí
- 28 - Avda. Zanni y Facundo Arce
- 29 - Avda. Zanni y Avda. Newbery
- 30 - Avda. Zanni entre Avda. Newbery y Dr. Solari
- 31 - Avda. Zanni y Calle 1602
- 32 - Avda. Zanni y Crisólogo Larralde
- 33 - Avda. Zanni y Calle 1668
- 34 - Avda. Zanni y Ricardo Balbín
- 35 - Avda. Zanni y Calle 924
- 36 - Avda. Zanni y Lisandro de la Torre (salida de PARANÁ)
- 37 - Avda. Los Cisnes y Las Rosas (ingreso a ORO VERDE)
- 38 - Avda. Los Cisnes y Las Petunias
- 39 - Avda. Los Cisnes y Los Cedros
- 40 - Avda. Los Cisnes y Los Gomeros
- 41 - Avda. Los Cisnes y El Trébol
- 42 - Avda. Los Cisnes y Avda. Los Eucaliptos
- 43 - Avda. Los Cisnes y Los Paraísos (salida de ORO VERDE)
- 44 - Ruta Provincial 131 - Localidad de TEZANOS PINTO
- 45 - Ruta Provincial 131 - Localidad de VILLA FONTANA